# Sacrifice – Todesopfer
Sacrifice – Todesopfer ist ein Thriller von Peter A. Dowling aus dem Jahr 2016.

## Handlung
Die Frauenärztin Tora Hamilton und ihr Mann Duncan Guthrie leben auf einer Insel der Shetlands. Sie können trotz Kinderwunsches keine Kinder bekommen und entscheiden sich eines zu adoptieren.
Als Tora ein Grab für ihr verstorbenes Pferd aushebt, entdeckt sie eine Frauenleiche, deren Herz entfernt und deren Haut mit Brandzeichen versehen wurde. Obwohl die Leiche von der Polizeibehörde als mittelaltertümlich eingestuft wird, ermittelt Tora auf Eigeninitiative weiter: Mit ihrer Fachexpertise als Ärztin erkennt sie, dass die Ermordete ein Kind zur Welt gebracht hat und dass sie vor weniger als drei Jahren ermordet wurde, da die Leiche sonst aufgrund eines Hochwassers verwest wäre. Anhand einer Röntgenaufnahme des Kiefers kann sie das Opfer als die angeblich an Krebs verstorbene Frau des Leiters für Adoptionen identifizieren. Dabei hilft ihr die in der sechsten Woche schwangere Polizistin Dana Tulloch, die vermeintlich bei einer Verfolgungsjagd im Auto stirbt.
Dabei kommt Tora einem satanischen Kult auf die Schliche: Die Männer des Kultes verschleppten früher Frauen, die ihnen Nachwuchs gebären sollen, und ermordeten die Frauen neun Tage nach der Entbindung. Dieser Kult hat überlebt und auch die Familie ihres Mannes ist ein Teil des Kultes. Deshalb spritzte ihr Mann sich ein Verhütungsmittel, um zu verhindern, dass seine Frau ebenfalls nach einer Schwangerschaft geopfert wird. Stattdessen will er Dana Tulloch opfern, die überlebte und gefangen wurde, und ihr Baby adoptieren.
Tora befreit Dana aus der Gefangenschaft, wird dabei von ihrem Mann unterstützt, der sich gegen die Mitglieder des Kultes wendet und dessen Vater am Ende stirbt.

## Produktion und Veröffentlichung
Regie führte Peter A. Dowling. Die Drehbücher schrieben Peter A. Dowling und Sharon Bolton. Die Produzenten waren Josef Brandmaier, Gertjan Rooijakkers, Margrit Staerk, Lawrence Steven Meyers, Anne Tweedy und Robert Cullen. Die Musik komponierte Benedikt Brydern und für die Kameraführung war Dave Grennan verantwortlich. Für den Schnitt verantwortlich war Philip Cullen.
Der Film kam am 29. April 2016 raus. Am 20. April 2017 erschien der Film in einer ungekürzten Fassung mit der Altersfreigabe „ab 16 Jahren“ in Deutschland.

## Rezeption
„Versuch eines leisen Horrorfilms, der jenseits des adäquaten Ambientes nur wenig zu bieten hat und in Geschwätzigkeit und abgedroschenen Thriller-Stereotypen versandet.“